# Strike Fighter 2: Vietnam
Strike Fighters 2 : Vietnam è un (simulatore di volo / combattimento) basato su Wings Over Vietnam ambientato nello scenario della guerra del Vietnam nel Sud Est Asiatico, e copre il periodo temporale che va dal 1964 al 1973.
Il gioco include una grande varietà di armi per caccia jet da poter impiegare in vari tipi di missioni come MIG-CAP (pattuglia da combattimento aereo MiG), attacco, supporto aereo, e ricognizione.
Il gioco è basato sul motore di gioco Strike Fighters Flight Simulator è venne sviluppato da Third Wire Productions.
Anche se può essere installato da solo, questo titolo può essere installato con Strike Fighters 2.

## Background
Strike Fighters 2: Vietnam è un simulatore avanzato di Wings Over Vietnam e pubblicato nel 2009. Il gioco è principalmente riscritto per lavorare su Vista e Windows 7.

## Aerei

### Aerei giocabili
Il gioco standard contiene i seguenti aerei americani pilotabili:
- F-100 Super Sabre - La versione F-100D.
- F-105 Thunderchief - La versione F-105D.
- A-4 Skyhawk - Le versioni A-4C, A-4E e A-4F.
- A-7 Corsair II - Le versioni A-7A, A-7B, A-7C, A-7D, A-7E.
- F-4 Phantom II - Le versioni F-4B e F-4J, F-4C, F-4D e F-4E.
- F-8 Crusader- Le versioni F-8C, F-8D, F-8E, F-8H, e F-8J.

### Aerei non giocabili
Il gioco contiene i seguenti aerei non pilotabili:
- A-1 Skyraider - Le versioni A-1H e A-1J.
- A-6 Intruder - La versione A-6A.
- B-52 Stratofortress - La versione B-52D.
- B-57 Canberra - La versione B-57B.

Gli aerei nord-vietnamiti controllati dal computer:
- MiG-17 Fresco - Versione MiG-17F.
- MiG-19 Farmer - Versione MiG-19S.
- MiG-21 Fishbed - Versioni MiG-21F, PFM, MF e PFV.
- Shenyang J-6 - Versione cinese su licenza del MiG-19